# Smile (Katy-Perry-Album)
Smile ist das sechste Studioalbum der US-amerikanischen Sängerin Katy Perry. Es wurde am 28. August 2020 von Capitol Records veröffentlicht. Das Album wird von Perry selbst als ihre „Reise hin zum Licht mit Geschichten von Belastbarkeit, Hoffnung und Liebe“ beschrieben.

## Hintergrund
Nach der Zusammenarbeit mit mehreren Musikproduzenten, darunter Ian Kirkpatrick, Max Martin und Ryan Tedder, zwischen 2018 und 2020 kündigte Perry im März 2020 in einem Interview mit Kent Small in der australischen Radioshow Smallzy’s Surgery „eine Menge neuer Musik im Sommer“ an. Im Mai 2020 kündigte sie mit „Daisies“ die Lead Single des Albums an. Fragte man im selben Monat den Smart Speaker Amazon Echo, wann das neue Album von Perry erscheint, antwortete dieser mit „am 14. August 2020“. Am 9. Juli 2020 kündigte Perry das Album Smile für den 14. August 2020 offiziell auf den Social-Media-Kanälen an. Im Album Smile geht es für Perry darum, „Licht am Ende des Tunnels“ zu sehen, um sein Lächeln wieder zu finden. Das Album entstand während ihrer „dunkelsten Zeit“ und dem Kampf zwischen Depressionen und Selbstmordgedanken. Aufgrund von Produktionsverzögerungen wurde die Veröffentlichung auf den 28. August 2020 verschoben.

## Artwork
Das Album-Cover zeigt Perry mit typischer roter Clownsnase und weiß-blau kariertem Anzug. Für die Veröffentlichung des Covers sollten möglichst viele Fans in einem „Spiel“ darüber twittern. In einem fünftägigen Verkauf war es Fans möglich, das Album mit alternativen Covern zu erwerben. Des Weiteren wurde die Fan-Edition zum Kauf angeboten.

## Singleauskopplungen
Daisies ist die erste Single die auf dem Album zu finden war. Später wurden auch die Singles Never Really Over und Harleys in Hawaii zum Album hinzugefügt. Mit der Single Smile wurde am 10. Juli 2020 die gleichnamige Single zum Album veröffentlicht. Die Promosingle What Makes a Woman richtet sich laut Perry an ihre kürzlich geborene Tochter. Am 21. Dezember 2020 wurde mit Not the End of the World die dritte Singleauskopplung veröffentlicht.

## Titelliste

### Standard
| #  | Titel                    | Autoren | Produzenten                          | Länge |
| -- | ------------------------ | --- | ------------------------------------ | ----- |
| 1  | Never Really Over        | Katy Perry, Dagny Sandvik, Michelle Buzz, Jason Gill, Gino Barletta, Hayley Warner, Anton Zaslavski, Leah Cooney, Daniel James             | Zedd, Dreamlab                       | 3:43  |
| 2  | Cry About It Later       | Perry, Alexandra Yatchenko, Jonnali Parmenius, Oscar Holter                                                                                | Holter                               | 3:09  |
| 3  | Teary Eyes               | Perry, Michael Pollack, Madison Love, Jacob Kasher Hindlin, Andrew Goldstein                                                               | FRND, OzGo                           | 3:02  |
| 4  | Daisies                  | Perry, Jonathan Bellion, Pollack, Hindlin, Jordan K. Johnson, Stefan Johnson                                                               | The Monsters & Strangerz, Gian Stone | 2:54  |
| 5  | Resilient                | Perry, Ferras Alqaisi, Mikkel S. Eriksen, Tor Erik Hermansen                                                                               | Stargate                             | 3:07  |
| 6  | Not the End of the World | Perry, Pollack, Love, Hindlin, Goldstein                                                                                                   | FRND                                 | 2:58  |
| 7  | Smile                    | Perry, Brittany "Starrah" Hazzard, Alqaisi, Oliver "Oligee" Goldstein, Josh Abraham, Anthony Criss, Benny Golson, Kier Gist, Vincent Brown | Abraham, Oligee, G Koop              | 2:46  |
| 8  | Champagne Problems       | Perry, Hindlin, John Ryan, Johan Carlsson, Ian Kirkpatrick                                                                                 | Kirkpatrick                          | 3:16  |
| 9  | Tucked                   | Perry, Alqaisi, Hindlin, Ryan, Carlsson | Carlsson                             | 3:07  |
| 10 | Harleys in Hawaii        | Perry, Charlie Puth, Hindlin, Johan Carlsson                                                                                               | Puth, Carlsson, Peter Karlsson       | 3:05  |
| 11 | Only Love                | Perry, Sophie Cooke, Andrew Jackson | John DeBold                          | 3:18  |
| 12 | What Makes a Woman       | Perry, Sarah Hudson, Hindlin, Ryan, Carlsson                                                                                               | Carlsson, Elvia Anderfjard, Karlsson | 2:11  |

### Fan-Edition
| # | Titel                          | Autoren                                            | Produzenten                                     | Länge |
| - | ------------------------------ | -------------------------------------------------- | ----------------------------------------------- | ----- |
| 1 | Small Talk                     | Perry, Carlsson, Puth, Hindlin                     | Carlsson, Puth                                  | 2:41  |
| 2 | Never Worn White               | Perry, Carlsson, Ryan, Hindlin                     | Carlsson                                        | 3:45  |
| 3 | Daisies (acoustic)             | Perry, Bellion, Hindlin, Pollack, Johnson, Johnson | Pierre-Luc Rioux, Stone                         | 3:05  |
| 4 | Daisies (Oliver Heldens remix) | Perry, Bellion, Hindlin, Pollack, Johnson, Johnso  | The Monsters & Strangerz, Stone, Oliver Heldens | 3:35  |

## Rezensionen
Die Webseite Metacritic.com vergibt auf Basis von 18 Kritiken eine Wertung von 58 von möglichen 100 Punkten.
Spiegel online schrieb über das Album:

„Eher pflichtschuldig als inspiriert dekliniert sie ‚Krise‘ im Pop-Sprech durch: Geht es im Opener ‚Never Really Over‘ – dem einzigen Hit des Albums – darum durchzuhalten oder im Titelstück darum, nicht aufzugeben, oder an anderer Stelle darum, den Kopf hochzuhalten, mündet das auf ‚Smile‘ in Postkartensatzplattitüden wie ‚It’s not the end of the world‘ oder ‚Don’t lose hope‘. Das wirkt klischeehaft und künstlich, aber eher auf die Fremdschäm-Art.“

und prophezeit dem Album „nicht nach Nummer eins zu klingen“.
Die Süddeutsche Zeitung urteilt über das Album mit:

„Die Songs auf ‚Smile‘ […] klingen genauso, wie Perry-Songs immer geklungen haben: Stadium-Pop, mal mit hohem Kohlensäuregehalt, mal mit Midtempo-Synthies, aber immer mit Vorschlaghammer-Refrains. Kurzum: bombastisch ja, aufregend nein. […] Für die Supermarktbeschallung taugt das allemal, für den nächsten TikTok-Viral-Hit eher nicht. Und vielleicht ist das in diesen überdrehten Zeiten auch vollkommen okay.“

Das deutschsprachige Online-Magazin laut.de betitelte Smile als eines der „schlimmsten Alben des Jahres 2020“. Das Album sei weder Musik noch Politik, sondern ausschließlich Produkt und Ware. Nur die absolute Einfallslosigkeit des Songwriting- und Produktionsteams überrasche an diesem Ausschussartikel des bevorstehenden Sommerschlussverkaufs. Dass man Perrys Album dem Titel nach mit Brian Wilsons verhindertem Meisterwerk in Verbindung bringen könne, sei pure Häresie der Musikindustrie.

## Kommerzieller Erfolg

### Chartplatzierungen
| ChartsChartplatzierungen       | Höchstplatzierung | Wochen |
| ------------------------------ | ----------------- | ------ |
| Deutschland (GfK)              | 14 (3 Wo.)        | 3      |
| Österreich (Ö3)                | 8 (3 Wo.)         | 3      |
| Schweiz (IFPI)                 | 8 (4 Wo.)         | 4      |
| Vereinigte Staaten (Billboard) | 5 (4 Wo.)         | 4      |
| Vereinigtes Königreich (OCC)   | 5 (4 Wo.)         | 4      |

### Auszeichnungen für Musikverkäufe
| Land/Region               | Auszeichnungen für Musikverkäufe (Land/Region, Auszeichnung, Verkäufe) | Verkäufe |
| ------------------------- | ---------------------------------------------------------------------- | -------- |
| Kanada (MC)               | Platin                                                                 | 80.000   |
| Neuseeland (RMNZ)         | Gold                                                                   | 7.500    |
| Norwegen (IFPI)           | Platin                                                                 | 20.000   |
| Polen (ZPAV)              | Gold                                                                   | 10.000   |
| Vereinigte Staaten (RIAA) | Gold                                                                   | 500.000  |
| Insgesamt                 | 3× Gold · 2× Platin ·                                                  | 617.500  |

Hauptartikel: Katy Perry/Auszeichnungen für Musikverkäufe